# Trattato di Casalanza
Il trattato di Casalanza fu stipulato il 20 maggio 1815 in agro di Pastorano, a pochi chilometri da Capua (Terra di Lavoro), tra l'esercito austriaco e quello napoletano di Gioacchino Murat, re di Napoli (e cognato di Napoleone Bonaparte), sconfitto nella battaglia di Tolentino.

## Contesto
Il trattato stipulato in casa Lanza pose fine al decennio napoleonico nel regno, che l'imperatore Francesco II d'Asburgo-Lorena riconsegnò all'alleato Ferdinando IV di Borbone. La convenzione fu sottoscritta, per i napoletani, dal generale Pietro Colletta, plenipotenziario del comandante in capo Michele Carrascosa. Per gli austriaci, il trattato fu firmato da Adamo de Neipperg, plenipotenziario del generale in capo Federico Bianchi (in seguito per riconoscenza nominato dal Borbone duca di Casalanza) e da lord Burghersh (al secolo John Fane, XI conte di Westmorland), ministro plenipotenziario di Sua Maestà britannica presso la corte di Toscana.
Dopo accese discussioni, agli alleati furono ceduti tutti gli arsenali e le piazzeforti del regno, con la temporanea eccezione di Gaeta, Pescara e Ancona; in sostanza il regno di Napoli tornava a Ferdinando IV. L'8 dicembre 1816 il re sceglierà di chiamarsi Ferdinando I delle Due Sicilie.

## Testimonianze storiche
Traccia dell'evento si ritrova anche in un articolo dell'epoca apparso su   Il giornale delle Due Sicilie  (con supplemento al n. 1 del 23 maggio 1815): 
Le trattative si protrassero per nove ore con tredici articoli.»
Gran parte delle benigne condizioni del trattato erano già state concesse dal re col proclama di Messina, ma col trattato divennero patti.
Col trattato vi fu: cessazione della guerra nel Regno di Napoli. Il cambiamento del governo, non per rivoluzione di interessi o di fortuna, ma per placida evoluzione di nomi e di forme. La cessione delle piazze, dei forti e dei magazzini militari al governo nazionale di Ferdinando, perciò la negazione alle truppe d'impadronirsi dei materiali di guerra. L'arbitrio di ognuno di restare o di partire. La conservazione dei beni dello Stato acquistati per compra. La garanzia del debito pubblico. Ferdinando IV per il Congresso di Vienna (1º ottobre 1814 – 9 giugno 1815) e per il trattato di Casalanza (20 maggio 1815) riebbe il reame, dove entrò trionfante su di un bianco destriero il 17 giugno 1815. L'anno dopo (8 dicembre 1816) assunse il nome di Ferdinando I delle Due Sicilie.
Nella convenzione veniva tra l'altro sancito lo scambio dei prigionieri, quindi un'amnistia generale, il riconoscimento del debito pubblico e garantita la nobiltà insieme a gradi, onori e pensioni dei militari che avessero giurato fedeltà al Borbone.
Copia dello storico trattato — menzionato dal generale Pietro Colletta nella sua Storia del Reame di Napoli dal 1734 al 1825 —  è conservata nella biblioteca del Museo Provinciale Campano di Capua.
Scrive il Colletta sul trattato da lui firmato in casa Lanza:

## Il luogo della ratifica
La casa ove fu ratificato il trattato di Casalanza, temporaneamente requisita dagli Austriaci, sorgeva su di un'antica masseria, della quale il barone Biagio Lanza (1746–1832), patrizio capuano, ampliandola nel 1794, aveva fatto una residenza di campagna, non lontana dalla sua dimora di Capua.

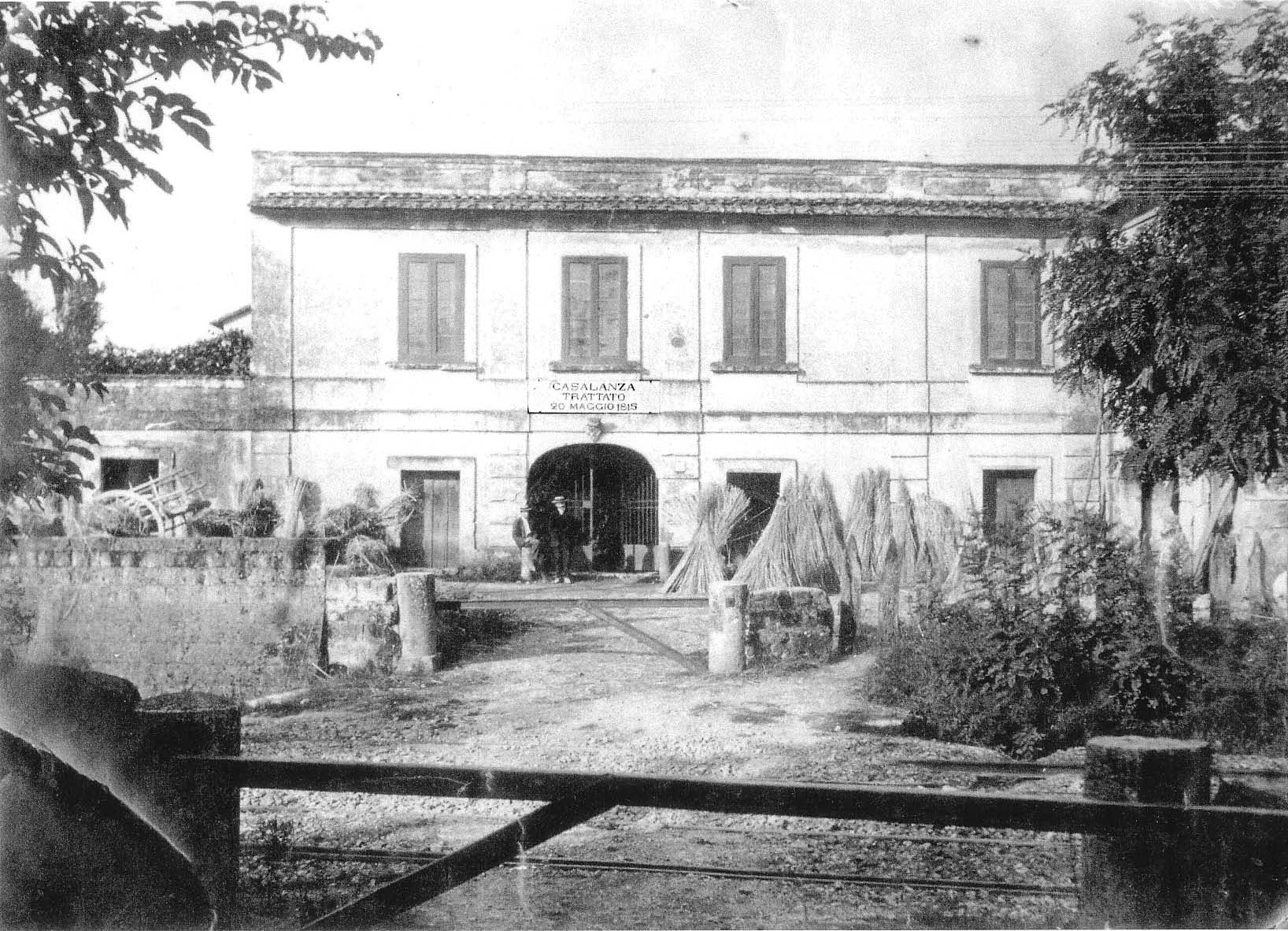
Casa Lanza

Casa Lanza - parte di un'antica tenuta della famiglia Lanza - si trova, in particolare, a sette chilometri da Capua, in località Spartimento di Roma (anche detta Torre Lupara), in agro del Comune di Pastorano.
Oggi non ne sopravvivono che eloquenti resti, poiché nell'ottobre 1943 - durante la seconda guerra mondiale - venne minata da militari tedeschi in ritirata (sussiste soltanto la cappella di Sant'Anna, del 1712, annessa alla casa e tutt'oggi concessa dai Lanza al culto pubblico). Andò tra l'altro distrutto il tavolo su cui era stata firmata la convenzione, assieme al calamaio originario, mentre resta il drappo che ospitò le storiche firme. Un'epigrafe sul cancello fu apposta nel 1892 dalla Provincia di Terra di Lavoro perché si potesse agevolmente e velocemente leggere dai passeggeri della linea ferrata Roma-Napoli.